# Острів святого Брендана

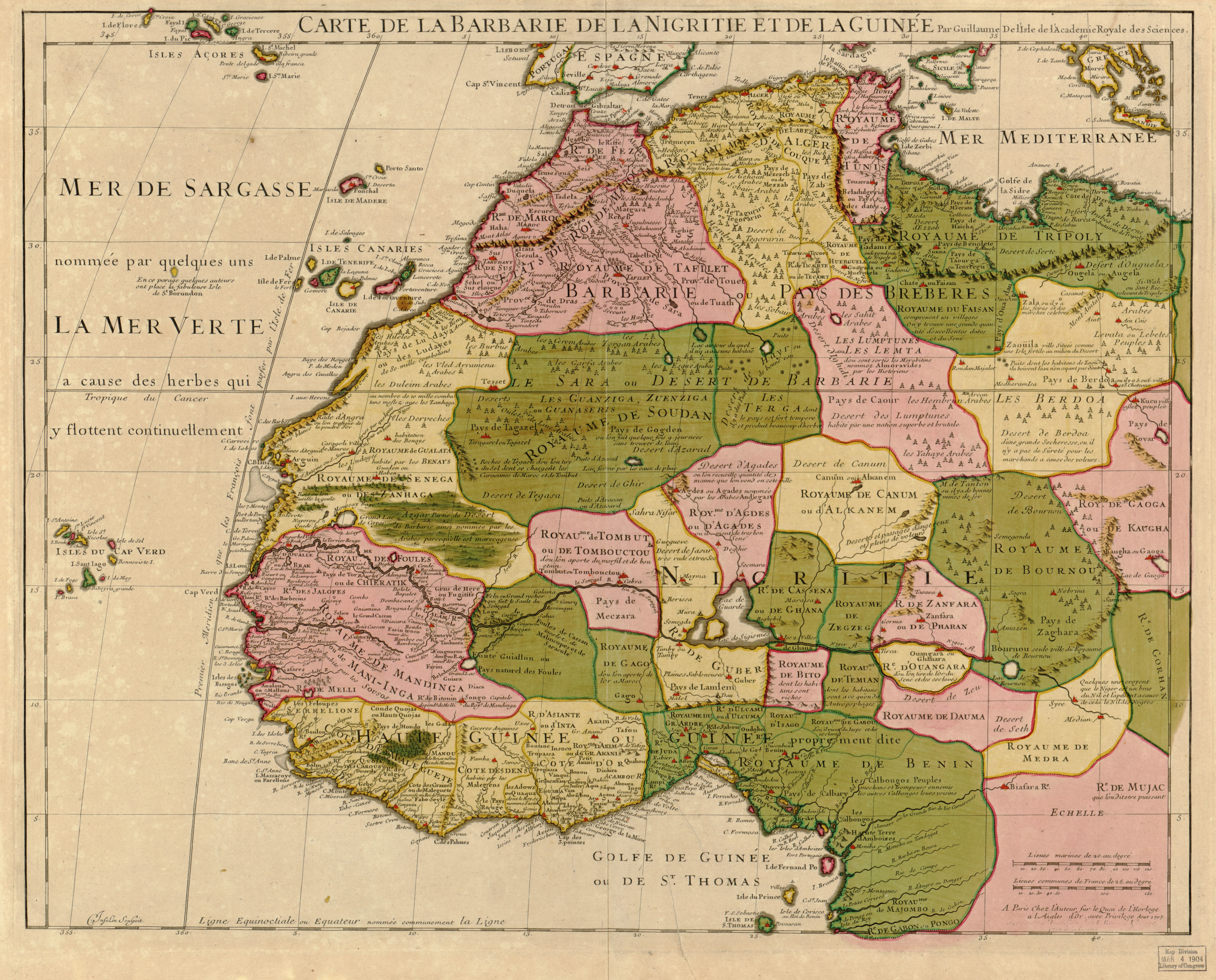
Карта північно-східної Африки (1707), на якій на захід від Канарських островів показаний острів Сан-Борондон.

Острів святого Брендана  — фантомний острів в Атлантичному океані, описаний багатьма мандрівниками в Середньовіччі. Найбільш відомий за книгою «Подорожі Святого Брендана Мореплавця», в якій описуються плавання монаха Брендана Клонфертського з Ірландії на захід по Атлантичному океану. Часто вважалося, що Земля святого Брандана — не існуючий в реальності восьмий острів Канарського архіпелагу. Ототожнювалася також з островом Блаженних Птолемея і є втіленням земного Раю.

## Історія
Згадки щодо Острова святого Брендана відомі з IX століття. Тим самим після відкриття Америки Колумбом робилися спроби ототожнити Острів святого Брендана з Америкою і приписати святому Брендану честь її відкриття.
У 1976 році британський мандрівник Тім Северін здійснив плавання на великому човні з обшивкою із шкіри під вітрилом (куррах) з Ірландії до Ньюфаундленда, щоб довести теоретичну можливість такої подорожі. Втім, він не виявив Землі святого Брендана.